# Terre du duc d'Orléans
La Terre du duc d'Orléans est une région du Groenland située à la latitude de 78°16'N et découverte par le « duc d'Orléans » le 28 juillet 1905. Le prince lui donna d'abord le nom de Terre de France mais le Danemark renomma plus tard le territoire en Terre du duc d'Orléans en l'honneur de son découvreur. Un cap situé dans cette région s'appelle également Cap Philippe en commémoration du prétendant orléaniste,.